# Eden Hazard
Eden Michael Hazard (La Louvière, 7 januari 1991) is een Belgisch voormalig profvoetballer die doorgaans als aanvallende middenvelder of als vleugelspeler speelde bij Lille OSC, Chelsea en Real Madrid. Hazard debuteerde in 2008 in het Belgisch voetbalelftal, waarmee hij op de WK's van 2014, 2018 en 2022 speelde. Alsook op de EK's van 2016 en 2020 maakte hij deel uit van de selectie. Hij speelde 126 interlands en was daarin goed voor 33 doelpunten.

## Carrière

### Jeugd
Hazard is een zoon van oud-voetballer Thierry Hazard. Zijn moeder Carine voetbalde ook. Hij begon met voetballen bij Royal Stade Brainois. Nadien werd hij tijdens een jeugdtoernooi met Tubize opgemerkt door talentscouts van Lille, die hem al snel naar Frankrijk lieten overkomen. Hij kon in die periode ook naar RSC Anderlecht, maar verkoos de jeugdopleiding van Lille boven die van Anderlecht. Hij speelde zich in de kijker op het EK onder 17, waar hij beslissend was voor de Rode Duivels, die in de halve finale strandden.

### Lille

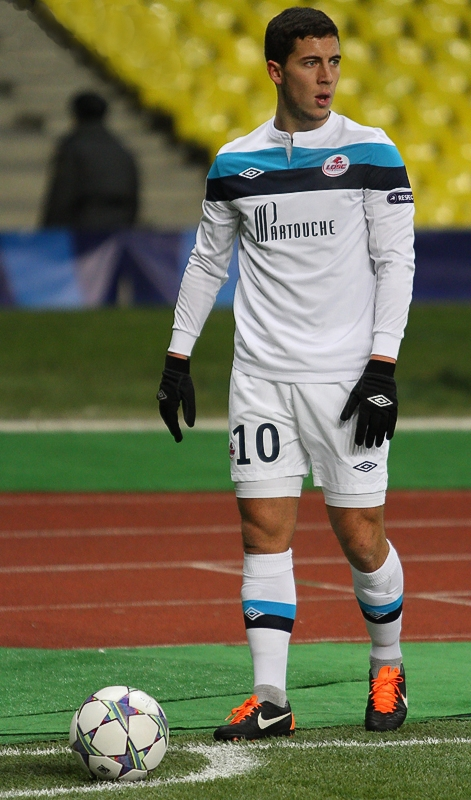
Hazard in november 2011, spelend voor Lille OSC.

Hij volgde daarna een speciale opleiding, die hem moest klaarstomen om de hoge verwachtingen waar te maken. Hij mocht dat seizoen regelmatig invallen en scoorde bij z'n eerste basisplaats een doelpunt tegen AS Saint-Etienne (eindstand: 3-0). In de UEFA Europa League scoorde Hazard de 4–0 tegen Genoa. Tegen Lyonnais in de Coupe de France gaf hij twee assists en scoorde hij een doelpunt.
Zowel in het seizoen 2008/09 als 2009/10 werd hij verkozen tot beste jongere in de Ligue 1, waarmee hij in de voetsporen trad van Hatem Ben Arfa. De Franse voetballegende Zinédine Zidane sprak in 2009 zijn bewondering uit over Hazard, die hij naar eigen zeggen "met de ogen dicht zou meepakken naar Real Madrid".
In 2011 pakte hij met Lille OSC de dubbel door zowel de Ligue 1 als de Coupe de France te winnen. Aan het eind van dit seizoen werd hij verkozen tot Speler van het Jaar. Dit maakte hem de jongste winnaar op de erelijst. In 2012 werd hij weer verkozen tot Speler van het Jaar. Hij had dat jaar het beste jaar uit zijn carrière tot dan toe. Hij scoorde 22 keer en gaf evenzoveel assists in 49 wedstrijden. Hij bleek al gauw niet houdbaar voor Lille. In vier seizoenen kwam hij tot vijftig doelpunten en 54 assists in 194 wedstrijden.

### Chelsea
In mei 2012 werd bekend dat Hazard overstapte naar Chelsea. De club betaalde rond de 40 miljoen euro voor hem, waarmee hij de op een na duurste Belg ooit (de duurste Belg was, tot juni 2019, Romelu Lukaku) en de op een na duurste speler van Chelsea werd, na Fernando Torres die in 2011 voor 60 miljoen euro werd overgenomen van Liverpool. Ook zijn broer, Thorgan Hazard, stapte in deze transferperiode over naar Chelsea. Thorgan werd meteen uitgeleend aan Zulte Waregem. Eden koos in eerste instantie voor het nummer 17. Op 18 juli 2012 speelde Hazard voor het eerst voor Chelsea in een oefenwedstrijd tegen het Amerikaanse Seattle Sounders. Zijn officiële debuut maakte hij in de FA Community Shield tegen Manchester City. In zijn eerste competitiewedstrijd, tegen Wigan Athletic, gaf Hazard een assist op Branislav Ivanović en lokte hij een strafschop uit die Frank Lampard benutte. Zijn eerste competitiedoelpunt maakte hij tegen Newcastle United door middel van een strafschop. Aan het einde van het seizoen 2012/13 won Hazard met Chelsea de Europa League. Hij speelde dat seizoen liefst 62 wedstrijden, waarin hij goed was voor 13 doelpunten en 22 assists.
Op 30 augustus 2013 scoorde hij in de UEFA Super Cup in de Eden Aréna in Praag tegen Bayern München(2-2). Die wedstrijd eindigde via penalty's in een nederlaag voor Chelsea. In oktober van dat jaar maakte Hazard deel uit van de 23-koppige selectie voor de FIFA Ballon d'Or voor beste speler van het jaar. Op 4 december scoorde Hazard twee keer in een 4-3 uitoverwinning op Sunderland. Coach José Mourinho zei na afloop dat het 'zijn beste wedstrijd van het seizoen was. Op 3 februari 2014 scoorde Hazard de enige treffer tegen Manchester City, waarna Mourinho verklaarde dat Hazard de beste jonge speler ter wereld was. Vijf dagen later scoorde Hazard een hattrick thuis tegen Newcastle United. Op 27 april won Hazard de prijs voor PFA Young Player of the Year en hij werd achter Luis Suárez tweede in de prijs voor PFA Players' Player of the Year. Hazard werd ook verkozen tot Chelsea's speler van het jaar.
Op 5 oktober 2014 versierde hij een penalty tegen rivaal Arsenal nadat hij werd neergehaald door Laurent Koscielny. Hij scoorde de penalty zelf, waardoor hij ook zijn zestiende penalty scoorde. Daarmee was hij de enige speler in Europa die meer dan vijftien penalty's had genomen zonder er eentje te missen. In februari 2015 verlengde Hazard zijn contract bij Chelsea tot medio 2020. Op 1 maart won hij met Chelsea de finale van de EFL Cup door stadsgenoot Tottenham Hotspur met 2-0 te verslaan. Op 26 april werd hij als eerste Belg in de geschiedenis verkozen tot PFA Players' Player of the Year. Een week later scoorde hij tegen Crystal Palace de enige goal van de wedstrijd om daarmee Chelsea voor het eerst sinds 2010 kampioen van de Premier League te maken. Op 26 mei werd hij voor het tweede jaar op rij Chelsea's speler van het jaar. Slechts vier andere spelers deden dat hem voor: Juan Mata, Frank Lampard, Ray Wilkins en John Collins.
In het seizoen 2015/16 viel Hazard ver terug in vorm. Waar hij in zijn eerste drie seizoenen bijdroeg aan respectievelijk 35, 29 en 33 doelpunten, stopte de teller dit seizoen op slechts veertien: zes goals en acht assists. Hij miste voor het eerst een penalty, in de Champions League-wedstrijd tegen Maccabi Tel Aviv FC. Chelsea werd op 27 oktober uitgeschakeld in de vierde ronde van de EFL Cup tegen Stoke City FC en Hazard was de enige die in de strafschoppenserie miste. Tot 31 januari 2016 kwam in liefst 30 wedstrijden (2358 minuten niet tot scoren). In de vierde ronde van de FA Cup tegen Milton Keynes Dons FC kwam die droogte eindelijk tot zijn einde, toen hij vanaf de penaltystip zijn vijftigste goal voor Chelsea maakte. In de competitie duurde het tot 23 april voor hij tot scoren kwam, toen hij tweemaal scoorde tegen AFC Bournemouth (4-1 winst). Voor de tweede keer op rij scoorde Hazard de goal die de Premier League-titelrace zou beslissen. Hij scoorde op 2 mei tegen Tottenham de gelijkmaker, waardoor niet zij maar Leicester City kampioen werden.
In zijn vijfde seizoen bij Chelsea was de dip voorbij: al op 23 oktober had hij vier competitiegoals gemaakt, wat het seizoen ervoor zijn eindtotaal was. Tussen 15 oktober en 5 november 2016 was hij in vier opeenvolgende competitiewedstrijden goed voor vijf goals, waardoor hij werd benoemd tot Speler van de Maand Oktober in de Premier League. Chelsea werd dat seizoen met afstand kampioen van de Premier League en Hazard scoorde zestien goals dat seizoen, terwijl hij ook vijf assists gaf. Hij miste het seizoen erop de eerste wedstrijden van het seizoen door een blessure, maar was alsnog goed voor zeventien goals en dertien assists dat seizoen. Zijn driehonderdste officiële wedstrijd voor Chelsea betrof de finale van de strijd om de FA Cup, op 19 mei 2018 in het Wembley Stadium, tegen Manchester United. Hazard nam in die wedstrijd vanaf de strafschopstip de enige treffer van de wedstrijd voor zijn rekening, waardoor de ploeg van trainer Antonio Conte voor de achtste keer in de clubgeschiedenis de FA Cup veroverde. De club uit Londen domineerde de eerste helft en kwam na 22 minuten aan de leiding, nadat Hazard zelf was gevloerd door verdediger Phil Jones.
Zijn zevende en laatste seizoen bij Chelsea was wat betreft doelpunten en assists zijn beste in het blauw van de Londenaren. Hij kwam tot 21 doelpunten en achttien assists. Hij scoorde zeven goals in zijn eerste acht wedstrijden. Op 26 december scoorde hij beide doelpunten in een 2-1 overwinning op Watford. Zijn eerste treffer die wedstrijd was zijn 100'ste voor Chelsea en zijn 150'ste in zijn clubcarrière. Op 9 mei 2019 scoorde hij de beslissende strafschop in de halve finale van de UEFA Europa League tegen Eintracht Frankfurt. In de finale tegen rivaal Arsenal FC (4-1 winst) op 29 mei was Hazard goed voor twee doelpunten en een assist. Hij werd opgenomen in het ESM Team of the Season en in de FIFA FIFPRO Men's World 11 2018 én 2019. Verder won hij de PFA Fans' Player of the Year en elke individuele award voor Chelsea's, als enige speler in de clubgeschiedenis. Hij kwam tot 350 wedstrijden voor de club, waarin hij 110 keer scoorde en 94 assists gaf. Hij is daarmee negende op de all-time topscorerslijst van Chelsea. Hij werd voor £89 miljoen verkocht aan Real Madrid, waarmee hij de duurste verkoop is uit de clubgeschiedenis.

### Real Madrid
Hazard tekende op 7 juni 2019 een vijfjarig contract tot de zomer van 2024 bij Real Madrid. Dat betaalde naar verluidt 100 miljoen euro aan Chelsea, wat zou kunnen oplopen tot een bedrag van 145 miljoen euro door eventuele bonussen en hij ging naar verluidt 400.000 euro per week verdienen.
 Hij werd bovendien de duurste aankoop ooit van Real Madrid. Hij verscheen echter zonder fitheid op trainingskamp. Hij maakte op 14 september zijn debuut voor Real in de thuiswedstrijd tegen Levante UD. Op 5 oktober scoorde hij tegen Granada CF zijn eerste goal voor de club. In zijn eerste seizoen bij Real miste hij door aanhoudend blessureleed vele duels. Hij speelde maar 22 van de 51 wedstrijden dat seizoen en hij kwam tot slechts één goal en zeven assists. Dat seizoen won hij wel met Real Madrid de competitie.
In september 2020 lekte uit dat de transfersom die betaald was aan Chelsea in werkelijkheid hoger lag, 160 miljoen euro. Ook zijn tweede seizoen bij Real (2020/21) werd geen succes door blessures. Hij scoorde op 31 oktober 2020 zijn eerste goal in ruim een jaar, in een 4-1 overwinning op SD Huesca. Op 25 november scoorde hij zijn eerste Champions League-goal voor Real tegen Internazionale (2-0 winst). Hij kwam dat seizoen tot 21 wedstrijden, scoorde vier keer en gaf één assist. Toch zat hij ook weer grote delen van het seizoen geblesseerd op de tribune. 
In het seizoen 2021/22 werd hij voorbijgestreefd door Vinícius Júnior, waardoor hij voornamelijk op de bank startte. Op 30 april won hij voor de tweede keer de Primera División. Hij speelde achttien competitiewedstrijden en gaf één assist. Hij kwam niet tot scoren in de competitie. Zijn enige goal dat jaar maakte hij in de bekerwedstrijd tegen ELche. Op 28 mei won Hazard met Real Madrid de Champions League-finale van Liverpool (1-0 winst). Hij zat de hele wedstrijd op de bank. In zijn vierde en laatste seizoen bij Real Madrid kwam Hazard in alle competities tot slechts tien wedstrijden. Hij scoorde op 6 september 2022 tegen Celtic FC zijn enige goal van dat seizoen en hij gaf één (van twee dat seizoen) assists. Het was zijn 200'ste goal in zijn carrière, maar het bleek uiteindelijk ook zijn laatste. Op 3 juni 2023 bereikten Hazard en Real Madrid een wederzijdse overeenkomst om zijn contract te beëindigen, waarmee effectief een einde kwam aan zijn verbintenis met de club. Hazard kwam tot zeven goals en twaalf assists in 74 wedstrijden.
Op 10 oktober 2023 stopte de 32-jarige Hazard, nadat hij meer dan vier maanden clubloos was, officieel als profvoetballer.

## Clubstatistieken
| Seizoen     | Club        | Competitie       | Competitie | Competitie | Competitie | Beker | Beker | Beker | Europa | Europa | Europa | Totaal | Totaal | Totaal |
| Seizoen     | Club        | Competitie       | Wed.       | Dlp.       | Ass.       | Wed.  | Dlp.  | Ass.  | Wed.   | Dlp.   | Ass.   | Wed.   | Dlp.   | Ass.   |
| ----------- | ----------- | ---------------- | ---------- | ---------- | ---------- | ----- | ----- | ----- | ------ | ------ | ------ | ------ | ------ | ------ |
| 2007/08     | Lille OSC   | Ligue 1          | 4          | 0          | 0          | 0     | 0     | 0     | —      | —      | —      | 4      | 0      | 0      |
| 2008/09     | Lille OSC   | Ligue 1          | 30         | 4          | 2          | 5     | 2     | 2     | —      | —      | —      | 35     | 6      | 4      |
| 2009/10     | Lille OSC   | Ligue 1          | 37         | 5          | 10         | 3     | 1     | 0     | 12     | 4      | 3      | 52     | 10     | 13     |
| 2010/11     | Lille OSC   | Ligue 1          | 38         | 7          | 11         | 7     | 5     | 1     | 9      | 0      | 2      | 54     | 12     | 14     |
| 2011/12     | Lille OSC   | Ligue 1          | 38         | 20         | 18         | 5     | 2     | 2     | 6      | 0      | 2      | 49     | 22     | 22     |
| Club totaal | Club totaal | Club totaal      | 147        | 36         | 42         | 20    | 10    | 5     | 27     | 4      | 7      | 194    | 50     | 54     |
| 2012/13     | Chelsea     | Premier League   | 34         | 9          | 14         | 12    | 4     | 4     | 16     | 1      | 4      | 62     | 13     | 22     |
| 2013/14     | Chelsea     | Premier League   | 35         | 14         | 11         | 4     | 0     | 1     | 10     | 3      | 0      | 49     | 17     | 12     |
| 2014/15     | Chelsea     | Premier League   | 38         | 14         | 10         | 7     | 2     | 0     | 7      | 3      | 4      | 52     | 19     | 14     |
| 2015/16     | Chelsea     | Premier League   | 31         | 4          | 4          | 4     | 2     | 3     | 8      | 0      | 1      | 43     | 6      | 8      |
| 2016/17     | Chelsea     | Premier League   | 36         | 16         | 5          | 6     | 1     | 2     | 0      | 0      | 0      | 42     | 17     | 7      |
| 2017/18     | Chelsea     | Premier League   | 34         | 12         | 4          | 9     | 2     | 5     | 8      | 3      | 4      | 51     | 17     | 13     |
| 2018/19     | Chelsea     | Premier League   | 37         | 16         | 15         | 7     | 3     | 0     | 8      | 2      | 3      | 52     | 21     | 18     |
| Club totaal | Club totaal | Club totaal      | 245        | 85         | 63         | 49    | 13    | 15    | 57     | 12     | 16     | 350    | 110    | 94     |
| 2019/20     | Real Madrid | Primera División | 16         | 1          | 6          | 0     | 0     | 0     | 6      | 0      | 1      | 22     | 1      | 7      |
| 2020/21     | Real Madrid | Primera División | 14         | 3          | 1          | 2     | 0     | 0     | 5      | 1      | 0      | 21     | 5      | 1      |
| 2021/22     | Real Madrid | Primera División | 18         | 0          | 1          | 2     | 1     | 1     | 3      | 0      | 0      | 23     | 1      | 2      |
| 2022/23     | Real Madrid | Primera División | 4          | 0          | 1          | 1     | 0     | 0     | 3      | 1      | 1      | 8      | 1      | 2      |
| Club totaal | Club totaal | Club totaal      | 52         | 4          | 9          | 5     | 1     | 1     | 17     | 2      | 2      | 74     | 7      | 12     |
| TOTAAL      | TOTAAL      | TOTAAL           | 444        | 125        | 114        | 74    | 24    | 21    | 101    | 18     | 25     | 619    | 167    | 160    |

## Internationaal

### België onder 17
Hazard nam in 2007 deel aan het EK onder 17 in eigen land. Uitgerekend in Tubeke, waar hij twee jaar voor Tubize speelde, had Hazard in de eerste groepswedstrijd met een benutte strafschop een voet in het 2–2-gelijkspel tegen Nederland. Hazard speelde mee in alle groepswedstrijden en in de halve finale tegen Spanje, waarin België sneuvelde na strafschoppen. Hazard was samen met Christian Benteke de enige speler van de Belgische selectie die later doorgroeide tot international.
In datzelfde jaar nam Hazard met België onder 17 ook deel aan het WK onder 17 in Zuid-Korea. In een groep met Tadzjikistan, Tunesië en de Verenigde Staten sneuvelde België in de groepsfase na 3 op 9, hoewel de nummers twee en drie (respectievelijk Verenigde Staten en Tadzjikistan) evenveel punten haalden – beide landen behaalden een doelsaldo van –1, terwijl België afklokte op –3. Opnieuw groeiden van deze selectie enkel Hazard en Benteke uit tot Rode Duivels, hoewel verschillende spelers van deze selectie (onder anderen Dimitri Daeseleire, Guillaume François en Nill De Pauw) volwaardige eersteklassespelers werden.

### België onder 19
Met België onder 19 nam Hazard in juli 2008 deel aan de voorrondes voor het EK onder 19 in Oekraïne. Ondanks vijf doelpunten te scoren in de drie groepswedstrijden, overleefden de jonge Belgen de poulefase niet. Dankzij deze prestatie wist hij zich andermaal in de aandacht te spelen van de grootste Europese clubs.

### Eerste elftal
Op 16 november 2008 werd hij door bondscoach René Vandereycken voor het eerst opgeroepen voor het Belgisch nationaal elftal, als vervanger van de geblesseerde Stijn De Smet. In de oefenwedstrijd tegen Luxemburg op 19 november 2008 maakte hij zijn debuut. Hij mocht in de 69e minuut invallen voor Wesley Sonck. Hij toonde meteen zijn onbevangenheid. Dankzij die invalbeurt was hij de achtste jongste speler die ooit voor de Belgische nationale ploeg uitkwam. Hij was op dat moment zeventien jaar en 316 dagen oud. Hoewel hij ook kon kiezen voor Frankrijk (Hazard speelde op dat ogenblik al 7 jaar bij OSC Lille), was enkel een carrière als international bij België Hazards doel.
In de beginperiode bij de Rode Duivels kreeg Hazard veel kritiek te verduren wegens zijn gebrek aan scorend vermogen. Hij maakte pas zijn eerste doelpunt voor de Rode Duivels in zijn 23e interland in de EK-kwalificatiewedstrijd tegen Kazachstan op 7 oktober 2011. Na een prachtige combinatie met Dries Mertens doorboorde Hazard de verdediging alvorens subtiel de keeper te bespelen. Hij kreeg na afloop een staande ovatie van het Belgische publiek en maakte duidelijk dat hij de beste speler van de Franse competitie op dat moment was.

#### WK 2014 Brazilië
Op 25 mei 2012 scoorde Hazard tegen Montenegro een strafschop. Op 22 maart 2013 scoorde Hazard in de WK-kwalificatiewedstrijd tegen Noord-Macedonië vanaf elf meter. Na eerst een penalty te hebben gescoord in de uitwedstrijd, werd vier dagen later de thuismatch dé partij van de Chelsea-ster. Het was Hazard die het lastige blok van de Macedoniërs wist uit te spelen. Na een afvallende bal zette de Belgische vleugelaanvaller zijn typische dribbel in en werkte hij met links prachtig af. Het bleek het échte begin van Hazard bij de Rode Duivels. Op 11 oktober 2013 kwalificeerde Eden Hazard zich met België, door de 2-1 winst op Kroatië, voor het WK 2014 in Brazilië. Het was ruim twaalf jaar geleden dat België zich kon kwalificeren voor een groot toernooi. Op 1 juni scoorde hij de 2–0 in de vriendschappelijke wedstrijd tegen Zweden.
Op 13 mei 2014 maakte bondscoach Marc Wilmots bekend dat hij behoorde tot de WK-selectie van de Rode Duivels. Dit werd voor hem het eerste WK. Op 17 juni 2014 maakte Hazard zijn debuut op een WK-eindronde in de openingswedstrijd tegen Algerije die met 2-1 werd gewonnen. Tegen Rusland was hij terug belangrijk voor België. Hij leverde twee minuten voor tijd de beslissende voorzet voor Divock Origi die er 1-0 van maakte. Dat betekende de kwalificatie voor de volgende ronde. In de overbodige wedstrijd tegen Zuid-Korea (0-1 overwinning) viel hij twee minuten voor tijd in. In de achtste finale tegen de Verenigde Staten (2-1 overwinning) nam hij weer zijn plaat in de basis in. Hij behaalde met België uiteindelijk de kwartfinale waarin Argentinië met 1-0 te sterk was voor de Rode Duivels.
Na een veelbelovende Belgische prestatie op het WK in 2014, waar Hazard beslissend was met twee assists, verwierf de vleugelspeler een nieuwe status bij de nationale ploeg. Bij afwezigheid van Vincent Kompany erfde hij op 7 juni 2015 voor het eerst de aanvoerdersband tijdens een vriendschappelijke wedstrijd tegen Frankrijk die de Duivels met 4-3 wonnen.

#### EK 2016 Frankrijk
België wist zich als nummer één in haar groep te kwalificeren voor het Europees kampioenschap voetbal 2016 in Frankrijk. De Rode Duivels hielden Wales met twee punten achter zich. In mei 2016 werd hij door Marc Wilmots opgenomen in de selectie voor het EK. De Rode Duivels waren op het EK ingedeeld in een groep met Italië, Ierland en Zweden. De eerste wedstrijd op het EK werd door de Rode Duivels met 2-0 verloren van Italië. België won vervolgens wel met 3-0 van Ierland en met 1-0 van Zweden waardoor het als nummer twee in de groep doorging naar de knock-out fase. Hazard startte telkens in de basis. Als een ware artiest orkestreerde de kapitein België naar een 0-4-overwinning in de achtste finale tegen Hongarije op het EK. Met één goal, één assist en een briljante wedstrijd was hij ontzettend belangrijk. In de kwartfinale verloor België verrassend met 3-1 verliezen tegen Wales.

#### WK 2018 Rusland
In een vriendschappelijke voorbereidingswedstrijd tegen Egypte toonde Eden Hazard in 45 minuten dat hij helemaal klaar was voor de Wereldkampioenschap voetbal 2018 in Rusland. Hazard was bij alles betrokken. Met de bal vastgeplakt aan zijn voeten, slalomde hij zonder moeite door de Egyptische defensie. Rond het halfuur raakte hij nog maar eens door het blok en schoot hij nog maar eens op doel. Zijn schot werd gered door de doelman, maar Lukaku volgde goed en scoorde de rebound. Maar net voor de rust was het dan toch aan hem na een goeie actie van Yannick Carrasco op links. De Atléticospeler vond Hazard voor doel die in één tijd afwerkte met links. Vijf dagen later laat hij opnieuw van zich horen, deze keer in de oefenpartij tegen Costa Rica.
Op 4 juni 2018 werd de selectie voor het WK 2018 in Rusland bekendgemaakt. Kapitein Hazard behoorde zoals verwacht tot de selectie. Hij startte in de eerste groepswedstrijden tegen Panama (3-0 overwinning) waarin hij goed was met een assist voor de derde goal van Romelu Lukaku. Tegen Tunesië (5-2 overwinning) was hij goed voor twee doelpunten waaronder een penalty doelpunt. In de derde en overbodige groepswedstrijd tegen Engeland werd hij gespaard. In de achtste finale tegen Japan (3-2 overwinning) stond Hazard weer in de basis. Hij gaf de assist voor de 2-2 aan Marouane Fellaini. In de kwartfinale ging titelfavoriet Brazilië met 1-2 voor de bijl. Hierin speelde hij een briljante kwartfinale wedstrijd, waarschijnlijk zijn allerbeste wedstrijd ooit. Elk van zijn 10 dribbels lukten, een prestatie die in de geschiedenis van het WK nog nooit was geleverd en zeker niet in een kwartfinale. Hazard scoorde niet of gaf geen assists, maar dat weerhield hem er niet van om de man van de wedstrijd te worden voor wat werd beschouwd als een van de meest indrukwekkende individuele prestaties in de recente geschiedenis van het WK. Uiteindelijk verloren de Belgen in de halve finale tegen Frankrijk met 1-0. In de troostfinale won Hazard met de Belgen met 2-0. Hazard scoorde de tweede goal. Op dat WK eindigde Hazard met België op een historische derde plaats. Hazard maakte drie doelpunten en was goed voor twee assists. De aanvoerder kreeg de Zilveren Bal voor zijn prestaties op het toernooi. Hij was de op één na beste speler na de Kroaat Luka Modrić. Hazard had tijdens het toernooi een gemiddelde van 5,56 geslaagde dribbels per match.
Op 24 maart 2019 mocht Hazard zijn 100e cap vieren als Rode Duivel tegen Cyprus. Hij was na Jan Vertonghen en Axel Witsel pas de derde speler in de geschiedenis van het Belgisch voetbal die de kaap van de 100 caps afrondde. Hij was op dat ogenblik dan pas 28 jaar, dus één jaar jonger dan op het ogenblik dat zijn twee voorgangers dit behaalden. Door aanhoudende blessures speelde hij geen enkel interland in 2020 en hij vond zijn beste vorm niet meer tot het door COVID-19 uitgestelde EK 2020 in de zomer van 2021. In september 2021 wist hij na bijna twee jaar weer eens te scoren in de met 3–0 gewonnen WK-kwalificatiewedstrijd tegen Tsjechië.

#### EK 2020
Op 17 mei 2021 werd Hazard door Roberto Martínez geselecteerd voor het EK 2020. Hij viel in tegen Rusland (3-0 overwinning) en Denemarken (1-2 overwinning) en startte in de basis tegen in de laatste groepswedstrijd tegen Finland (0-2 overwinning). Tegen het einde van de 1/8 finale tegen Portugal (1-0 overwinning) verliet Hazard geblesseerd het veld, zonder ook maar één keer op doel getrapt te hebben, zelfs zonder een ploegmaat in een kansrijke positie gebracht te hebben. En toch was Eden de discrete held van de Belgische overwinning. Zeker in de tweede helft: toen de druk van de Portugezen steeds maar toenam, fungeerde hij als reddingsboei. Gerichte balcontroles, uitgelokte fouten, de bal afschermen onder druk: Hazard speelde toen opnieuw de match, zij het in mindere mate, die hij in 2018 tegen Brazilië had afgeleverd. In de kwartfinale tegen Italië (1-2 verlies) moest hij geblesseerd toekijken hoe de Belgen ten onder gingen.

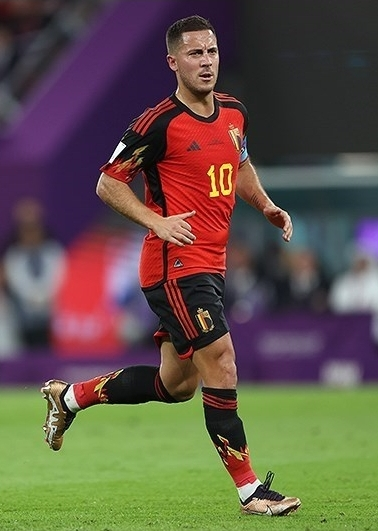
Eden Hazard op het WK 2022 in Qatar

Hazard maakte deel uit van de definitieve WK selectie voor WK 2022 in Qatar. In de eerste twee groepswedstrijden tegen Canada (1-0 overwinning) en Marokko (0-2 verlies) stond Hazard in de basis. In het laatste duel tegen Kroatië (0-0) verving hij Thomas Meunier in de 87ste minuut. België eindigde derde in zijn groep en was hierdoor uitgeschakeld.

#### WK 2022 Qatar
Op 13 november 2021, in een WK-kwalificatie wedstrijd draagt Hazard tegen Estland voor de 51e keer de aanvoerdersband van de Rode Duivels. Hiermee evenaarde hij het 31 jaar oude record van Jan Ceulemans.
Op 7 december 2022, zes dagen na de WK-uitschakeling, kondigde hij op 31-jarige leeftijd zijn afscheid voor de Rode Duivels aan. Zijn ster was dan al een tijdje tanende. Tot 2020 was Hazard zeer belangrijk voor het nationale elftal. Tussen het begin van 2020 en het begin van het WK 2022 leverde de aanvoerder van de Duivels slechts 1 goal en 3 assists af in 17 wedstrijden. In de 17 matchen daarvoor scoorde hij 8 keer en gaf hij even veel assists. Uiteindelijk speelde hij in veertien jaar ruim 126 interlands. Daarin was hij goed voor 33 goals en 36 assists. 56 keer startte hij als kapitein van de nationale ploeg. Hij speelde drie WK's en twee EK's. De winger sukkelde de voorbije seizoenen met heel wat blessures en wou zich enkel nog concentreren op clubvoetbal.

## Interlands
| Interlands van Eden Hazard voor België | Interlands van Eden Hazard voor België | Interlands van Eden Hazard voor België | Interlands van Eden Hazard voor België | Interlands van Eden Hazard voor België   | Interlands van Eden Hazard voor België |
| No.                                    | Datum                                  | Wedstrijd                              | Uitslag                                | Soort Wedstrijd                          | Doelpunten                             |
| Als speler bij Lille OSC               | Als speler bij Lille OSC               | Als speler bij Lille OSC               | Als speler bij Lille OSC               | Als speler bij Lille OSC                 | Als speler bij Lille OSC               |
| -------------------------------------- | -------------------------------------- | -------------------------------------- | -------------------------------------- | ---------------------------------------- | -------------------------------------- |
| 1.                                     | 19 november 2008                       | Luxemburg – België                     | 1 – 1                                  | Vriendschappelijk                        | -                                      |
| 2.                                     | 11 februari 2009                       | België – Slovenië                      | 2 – 0                                  | Vriendschappelijk                        | -                                      |
| 3.                                     | 28 maart 2009                          | België – Bosnië en Herzegovina         | 2 – 4                                  | Kwalificatie WK 2010                     | -                                      |
| 4.                                     | 1 april 2009                           | Bosnië en Herzegovina – België         | 2 – 1                                  | Kwalificatie WK 2010                     | -                                      |
| 5.                                     | 12 augustus 2009                       | Tsjechië - België                      | 3 – 1                                  | Vriendschappelijk                        | -                                      |
| 6.                                     | 5 september 2009                       | Spanje - België                        | 5 – 0                                  | Kwalificatie WK 2010                     | -                                      |
| 7.                                     | 9 september 2009                       | Armenië - België                       | 2 – 1                                  | Kwalificatie WK 2010                     | -                                      |
| 8.                                     | 10 oktober 2009                        | België - Turkije                       | 2 – 0                                  | Kwalificatie WK 2010                     | -                                      |
| 9.                                     | 14 oktober 2009                        | Estland - België                       | 2 – 0                                  | Kwalificatie WK 2010                     | -                                      |
| 10.                                    | 17 november 2009                       | Qatar - België                         | 0 – 2                                  | -                                        |                                        |
| 11.                                    | 3 maart 2010                           | België – Kroatië                       | 0 – 1                                  | Vriendschappelijk                        | -                                      |
| 12.                                    | 19 augustus 2010                       | België – Bulgarije                     | 2 – 1                                  | Vriendschappelijk                        | -                                      |
| 13.                                    | 11 augustus 2010                       | Finland – België                       | 1 – 0                                  | Vriendschappelijk                        | -                                      |
| 14.                                    | 3 september 2010                       | België – Duitsland                     | 0 – 1                                  | Kwalificatie EK 2012                     | -                                      |
| 15.                                    | 7 september 2010                       | Turkije – België                       | 3 – 2                                  | Kwalificatie EK 2012                     | -                                      |
| 16.                                    | 12 oktober 2010                        | België – Oostenrijk                    | 4 – 4                                  | Kwalificatie EK 2012                     | -                                      |
| 17.                                    | 17 november 2010                       | Rusland – België                       | 0 – 2                                  | Vriendschappelijk                        | -                                      |
| 18.                                    | 9 februari 2011                        | België – Finland                       | 1 – 1                                  | Vriendschappelijk                        | -                                      |
| 19.                                    | 25 maart 2011                          | Oostenrijk – België                    | 0 – 2                                  | Kwalificatie EK 2012                     | -                                      |
| 20.                                    | 3 juni 2011                            | België – Turkije                       | 0 – 2                                  | Kwalificatie EK 2012                     | -                                      |
| 21.                                    | 2 september 2011                       | Azerbeidzjan – België                  | 1 – 1                                  | Kwalificatie EK 2012                     | -                                      |
| 22.                                    | 6 september 2011                       | België – Verenigde Staten              | 1 – 0                                  | Vriendschappelijk                        | -                                      |
| 23.                                    | 7 oktober 2011                         | België – Kazachstan                    | 4 – 1                                  | Kwalificatie EK 2012                     | 43' (pen.)                             |
| 24.                                    | 11 oktober 2011                        | Duitsland – België                     | 3 – 1                                  | Kwalificatie EK 2012                     | -                                      |
| 25.                                    | 25 november 2011                       | Frankrijk – België                     | 0 – 0                                  | Vriendschappelijk                        | -                                      |
| 26.                                    | 29 februari 2012                       | Griekenland – België                   | 1 – 1                                  | Vriendschappelijk                        | -                                      |
| 27.                                    | 25 mei 2012                            | België – Montenegro                    | 2 – 2                                  | Vriendschappelijk                        | 34' (pen.)                             |
| 28.                                    | 2 juni 2012                            | Engeland – België                      | 1 – 0                                  | Vriendschappelijk                        | -                                      |
| Als speler bij Chelsea                 |                                        |                                        |                                        |                                          |                                        |
| 29.                                    | 15 augustus 2012                       | België – Nederland                     | 4 – 2                                  | Vriendschappelijk                        | -                                      |
| 30                                     | 7 september 2012                       | Wales – België                         | 0 – 2                                  | Kwalificatie WK 2014                     | -                                      |
| 31                                     | 11 september 2012                      | België – Kroatië                       | 1 – 1                                  | Kwalificatie WK 2014                     | -                                      |
| 32.                                    | 12 oktober 2012                        | Servië – België                        | 0 – 3                                  | Kwalificatie WK 2014                     | -                                      |
| 33.                                    | 16 oktober 2012                        | België – Schotland                     | 2 – 0                                  | Kwalificatie WK 2014                     | -                                      |
| 34.                                    | 6 februari 2012                        | België – Slowakije                     | 2 – 1                                  | Vriendschappelijk                        | 10' (pen.)                             |
| 35.                                    | 22 maart 2013                          | Noord-Macedonië – België               | 0 – 1                                  | Kwalificatie WK 2014                     | 63' (pen.)                             |
| 36.                                    | 26 maart 2013                          | België – Noord-Macedonië               | 2 – 0                                  | Kwalificatie WK 2014                     | 63'                                    |
| 37.                                    | 7 juni 2013                            | België – Servië                        | 2 – 1                                  | Kwalificatie WK 2014                     | -                                      |
| 38.                                    | 14 augustus 2013                       | België – Frankrijk                     | 0 – 0                                  | Vriendschappelijk                        | -                                      |
| 39.                                    | 11 oktober 2013                        | Kroatië – België                       | 1 – 2                                  | Kwalificatie WK 2014                     | -                                      |
| 40.                                    | 15 oktober 2013                        | België – Wales                         | 1 – 1                                  | Kwalificatie WK 2014                     | -                                      |
| 41.                                    | 14 november 2013                       | België – Colombia                      | 0 – 2                                  | Vriendschappelijk                        | -                                      |
| 42.                                    | 19 november 2013                       | België – Japan                         | 2 – 3                                  | Vriendschappelijk                        | -                                      |
| 43.                                    | 5 maart 2014                           | België – Ivoorkust                     | 2 – 2                                  | Vriendschappelijk                        | -                                      |
| 44.                                    | 26 mei 2014                            | België – Luxemburg                     | 5 – 1                                  | Vriendschappelijk                        | -                                      |
| 45.                                    | 1 juni 2014                            | Zweden – België                        | 0 – 2                                  | Vriendschappelijk                        | 78'                                    |
| 46.                                    | 7 juni 2014                            | België – Tunesië                       | 1 – 0                                  | Vriendschappelijk                        | -                                      |
| 47.                                    | 17 juni 2014                           | Algerije – België                      | 1 – 2                                  | WK 2014 groepsfase                       | -                                      |
| 48.                                    | 22 juni 2014                           | België – Rusland                       | 1 – 0                                  | WK 2014 groepsfase                       | -                                      |
| 49.                                    | 27 juni 2014                           | Zuid-Korea – België                    | 0 – 1                                  | WK 2014 groepsfase                       | -                                      |
| 50.                                    | 1 juli 2014                            | België – Verenigde Staten              | 2 – 1                                  | WK 2014 achtste finale                   | -                                      |
| 51.                                    | 5 juli 2014                            | Argentinië – België                    | 1 – 0                                  | WK 2014 kwartfinale                      | -                                      |
| 52.                                    | 13 oktober 2014                        | Bosnië en Herzegovina – België         | 1 – 1                                  | Kwalificatie EK 2016                     | -                                      |
| 53.                                    | 12 november 2014                       | België – IJsland                       | 3 – 1                                  | Vriendschappelijk                        | -                                      |
| 54.                                    | 16 november 2014                       | België – Wales                         | 0 – 0                                  | Kwalificatie EK 2016                     | -                                      |
| 55.                                    | 28 maart 2015                          | België – Cyprus                        | 5 – 0                                  | Kwalificatie EK 2016                     | 67'                                    |
| 56.                                    | 31 maart 2015                          | Israël – België                        | 0 – 1                                  | Kwalificatie EK 2016                     | -                                      |
| 57.                                    | 7 juni 2015                            | Frankrijk – België                     | 3 – 4                                  | Vriendschappelijk                        | 54' (pen.)                             |
| 58.                                    | 12 juni 2015                           | Wales – België                         | 1 – 0                                  | Kwalificatie EK 2016                     | -                                      |
| 59.                                    | 3 september 2015                       | België – Bosnië en Herzegovina         | 3 – 1                                  | Kwalificatie EK 2016                     | 78' (pen.)                             |
| 60.                                    | 6 september 2015                       | Cyprus - België                        | 0 – 1                                  | Kwalificatie EK 2016                     | 89'                                    |
| 61.                                    | 10 oktober 2015                        | Andorra - België                       | 1 – 4                                  | Kwalificatie EK 2016                     | 56' (pen.)                             |
| 62.                                    | 13 oktober 2015                        | België – IJsland                       | 3 – 1                                  | Kwalificatie EK 2016                     | 84'                                    |
| 63.                                    | 13 november 2015                       | België – Italië                        | 3 – 1                                  | Vriendschappelijk                        | -                                      |
| 64.                                    | 28 mei 2016                            | Zwitserland - België                   | 1 – 2                                  | Vriendschappelijk                        | -                                      |
| 65.                                    | 1 juni 2016                            | België – Finland                       | 1 – 1                                  | Vriendschappelijk                        | -                                      |
| 66.                                    | 5 juni 2016                            | België – Noorwegen                     | 3 – 2                                  | Vriendschappelijk                        | 70'                                    |
| 67.                                    | 13 juni 2016                           | België – Italië                        | 0 – 2                                  | EK 2016 groepsfase                       | -                                      |
| 68.                                    | 18 juni 2016                           | België – Ierland                       | 3 – 0                                  | EK 2016 groepsfase                       | -                                      |
| 69.                                    | 22 juni 2016                           | Zweden – België                        | 0 – 1                                  | EK 2016 groepsfase                       | -                                      |
| 70.                                    | 26 juni 2016                           | Hongarije – België                     | 0 – 4                                  | EK 2016 achtste finale                   | 80'                                    |
| 71.                                    | 1 juli 2016                            | Wales – België                         | 3 – 1                                  | EK 2016 kwartfinale                      | -                                      |
| 72.                                    | 1 september 2016                       | België – Spanje                        | 0 – 2                                  | Vriendschappelijk                        | -                                      |
| 73.                                    | 6 september 2016                       | Cyprus – België                        | 0 – 3                                  | Kwalificatie WK 2018                     | -                                      |
| 74.                                    | 7 oktober 2016                         | België – Bosnië en Herzegovina         | 4 – 0                                  | Kwalificatie WK 2018                     | 29'                                    |
| 75.                                    | 10 oktober 2016                        | Gibraltar – België                     | 0 – 6                                  | Kwalificatie WK 2018                     | 79'                                    |
| 76.                                    | 9 november 2016                        | Nederland – België                     | 1 – 1                                  | Vriendschappelijk                        | -                                      |
| 77.                                    | 13 november 2016                       | België – Estland                       | 8 – 1                                  | Kwalificatie WK 2018                     | 45'                                    |
| 78.                                    | 31 augustus 2017                       | België – Gibraltar                     | 9 – 0                                  | Kwalificatie WK 2018                     | 25'                                    |
| 79.                                    | 3 september 2017                       | Griekenland – België                   | 1 – 2                                  | Kwalificatie WK 2018                     | -                                      |
| 80.                                    | 7 oktober 2017                         | Bosnië en Herzegovina – België         | 3 – 4                                  | Kwalificatie WK 2018                     | -                                      |
| 81.                                    | 10 oktober 2017                        | België – Cyprus                        | 4 – 0                                  | Kwalificatie WK 2018                     | 12' 63' (pen.)                         |
| 82.                                    | 10 november 2017                       | België – Mexico                        | 3 – 3                                  | Vriendschappelijk                        | 17'                                    |
| 83.                                    | 27 maart 2018                          | België – Saoedi-Arabië                 | 4 – 0                                  | Vriendschappelijk                        | -                                      |
| 84.                                    | 2 juni 2018                            | België – Portugal                      | 0 – 0                                  | Vriendschappelijk                        | -                                      |
| 85.                                    | 6 juni 2018                            | België – Egypte                        | 3 – 0                                  | Vriendschappelijk                        | 38'                                    |
| 86.                                    | 11 juni 2018                           | België – Costa Rica                    | 4 – 1                                  | Vriendschappelijk                        | -                                      |
| 87.                                    | 18 juni 2018                           | België – Panama                        | 3 – 0                                  | WK 2018 groepsfase                       | -                                      |
| 88.                                    | 23 juni 2018                           | België – Tunesië                       | 5 – 2                                  | WK 2018 groepsfase                       | 7' (pen.) 51'                          |
| 89.                                    | 2 juli 2018                            | België – Japan                         | 3 – 2                                  | WK 2018 achtste finale                   | -                                      |
| 90.                                    | 6 juli 2018                            | Brazilië – België                      | 1 – 2                                  | WK 2018 kwartfinale                      | -                                      |
| 91.                                    | 10 juli 2018                           | Frankrijk – België                     | 1 – 0                                  | WK 2018 halve finale                     | -                                      |
| 92.                                    | 14 juli 2018                           | België – Engeland                      | 2 – 0                                  | WK 2018 troostfinale                     | 82'                                    |
| 93.                                    | 7 september 2018                       | Schotland - België                     | 0 – 4                                  | Vriendschappelijk                        | 46'                                    |
| 94.                                    | 11 september 2018                      | IJsland - België                       | 0 – 3                                  | UEFA Nations League 2018/19              | 29' (pen.)                             |
| 95.                                    | 12 oktober 2018                        | België - Zwitserland                   | 2 – 1                                  | UEFA Nations League 2018/19              | -                                      |
| 96.                                    | 16 oktober 2018                        | België - Nederland                     | 1 – 1                                  | Vriendschappelijk                        | -                                      |
| 97.                                    | 15 november 2018                       | België - IJsland                       | 2 – 0                                  | UEFA Nations League 2018/19              | -                                      |
| 98.                                    | 18 november 2018                       | Zwitserland - België                   | 5 – 2                                  | UEFA Nations League 2018/19              | -                                      |
| 99.                                    | 21 maart 2019                          | België - Rusland                       | 3 – 1                                  | Kwalificatie EK 2020                     | 45' (pen.) 88'                         |
| 100.                                   | 24 maart 2019                          | Cyprus - België                        | 0 – 2                                  | Kwalificatie EK 2020                     | 10'                                    |
| Als speler bij Real Madrid             |                                        |                                        |                                        |                                          |                                        |
| 101.                                   | 8 juni 2019                            | België - Kazachstan                    | 3 – 0                                  | Kwalificatie EK 2020                     | -                                      |
| 102.                                   | 11 juni 2019                           | België - Schotland                     | 3 – 0                                  | Kwalificatie EK 2020                     | -                                      |
| 103.                                   | 10 oktober 2019                        | België - San Marino                    | 9 – 0                                  | Kwalificatie EK 2020                     | -                                      |
| 104.                                   | 13 oktober 2019                        | Kazachstan - België                    | 0 – 2                                  | Kwalificatie EK 2020                     | -                                      |
| 105.                                   | 16 november 2019                       | Rusland – België                       | 1 – 4                                  | Kwalificatie EK 2020                     | 33' 40'                                |
| 106.                                   | 19 november 2019                       | België – Cyprus                        | 6 – 1                                  | Kwalificatie EK 2020                     | -                                      |
| 107.                                   | 6 juni 2021                            | België – Kroatië                       | 1 – 0                                  | Vriendschappelijk                        | -                                      |
| 108.                                   | 12 juni 2021                           | België - Rusland                       | 3 – 0                                  | EK 2020 groepsfase                       | -                                      |
| 109.                                   | 17 juni 2021                           | Denemarken - België                    | 1 – 2                                  | EK 2020 groepsfase                       | -                                      |
| 110.                                   | 21 juni 2021                           | Finland - België                       | 0 – 2                                  | EK 2020 groepsfase                       | -                                      |
| 111.                                   | 27 juni 2021                           | België - Portugal                      | 1 – 0                                  | EK 2020 achtste finale                   | -                                      |
| 112.                                   | 2 september 2021                       | Estland − België                       | 2 – 5                                  | Kwalificatie WK 2022                     | -                                      |
| 113.                                   | 5 september 2021                       | België − Tsjechië                      | 3 – 0                                  | Kwalificatie WK 2022                     | 41'                                    |
| 114.                                   | 8 september 2021                       | Wit-Rusland − België                   | 0 – 1                                  | Kwalificatie WK 2022                     | -                                      |
| 115.                                   | 7 oktober 2021                         | België – Frankrijk                     | 2 – 3                                  | UEFA Nations League 2020/21 halve finale | -                                      |
| 116.                                   | 13 november 2021                       | België - Estland                       | 3 – 1                                  | Kwalificatie WK 2022                     | -                                      |
| 117.                                   | 3 juni 2022                            | België – Nederland                     | 1 – 4                                  | UEFA Nations League 2022/23              | -                                      |
| 118.                                   | 8 juni 2022                            | België – Polen                         | 6 – 1                                  | UEFA Nations League 2022/23              | -                                      |
| 119.                                   | 11 juni 2022                           | Wales - België                         | 1 – 1                                  | UEFA Nations League 2022/23              | -                                      |
| 120.                                   | 14 juni 2022                           | Polen – België                         | 0 – 1                                  | UEFA Nations League 2022/23              | -                                      |
| 121.                                   | 22 september 2022                      | België – Wales                         | 2 – 1                                  | UEFA Nations League 2022/23              | -                                      |
| 122.                                   | 25 september 2022                      | Nederland – België                     | 1 – 0                                  | UEFA Nations League 2022/23              | -                                      |
| 123.                                   | 18 november 2022                       | België – Egypte                        | 1 – 2                                  | Vriendschappelijk                        | -                                      |
| 124.                                   | 23 november 2022                       | België – Canada                        | 1 – 0                                  | WK 2022 groepsfase                       | -                                      |
| 125.                                   | 27 november 2022                       | België – Marokko                       | 0 – 2                                  | WK 2022 groepsfase                       | -                                      |
| 126.                                   | 1 december 2022                        | Kroatië – België                       | 0 – 0                                  | WK 2022 groepsfase                       | -                                      |
| Totaal                                 | Totaal                                 | Totaal                                 | Totaal                                 | Totaal                                   | 33                                     |
| Bijgewerkt t/m 1 december 2022.        |                                        |                                        |                                        |                                          |                                        |

## Erelijst
| Competitie            | Aantal    | Jaren            |
| Lille OSC             | Lille OSC | Lille OSC        |
| --------------------- | --------- | ---------------- |
| Ligue 1               | 1x        | 2010/11          |
| Coupe de France       | 1x        | 2010/11          |
| Chelsea               |           |                  |
| UEFA Europa League    | 2x        | 2012/13, 2018/19 |
| Premier League        | 2x        | 2014/15, 2016/17 |
| FA Cup                | 1x        | 2017/18          |
| Football League Cup   | 1x        | 2014/15          |
| Real Madrid           |           |                  |
| FIFA Club World Cup   | 1x        | 2022             |
| UEFA Champions League | 1x        | 2021/22          |
| UEFA Super Cup        | 1x        | 2022             |
| Primera División      | 2x        | 2019/20, 2021/22 |
| Copa del Rey          | 1x        | 2022/23          |
| Supercopa de España   | 2x        | 2019/20, 2021/22 |

| Competitie | Winnaar | Winnaar | Runner-up | Runner-up | Derde  | Derde  |
| Competitie | Aantal  | Jaren   | Aantal    | Jaren     | Aantal | Jaren  |
| België     | België  | België  | België    | België    | België | België |
| ---------- | ------- | ------- | --------- | --------- | ------ | ------ |
| FIFA WK    |         |         |           |           | 1x     | 2018   |

| Individueel                     | Individueel | Individueel                                    |
| Trofee                          | Aantal      | Jaren                                          |
| ------------------------------- | ----------- | ---------------------------------------------- |
| Franse belofte van het Jaar     | 2x          | 2009, 2010                                     |
| Franse speler van het Jaar      | 2x          | 2011, 2012                                     |
| Ligue 1 elftal van het seizoen  | 3x          | 2010, 2011, 2012                               |
| Ligue 1 speler van de maand     | 4x          | Maart 2010, maart 2011, maart 2012, april 2012 |
| Étoile d'or France Football     | 1x          | 2011                                           |
| Trofeo Bravo                    | 1x          | 2011                                           |
| PFA Team of the Year            | 4x          | 2013, 2014, 2015, 2017                         |
| PFA Players' Player of the Year | 1x          | 2015                                           |
| FWA Footballer of the Year      | 1x          | 2015                                           |
| PFA Young Player of the Year    | 1x          | 2014                                           |
| PFA Player of the Month         | 2x          | Oktober 2016, september 2018                   |
| Zilveren bal                    | 1x          | 2018                                           |
| Sportman van het jaar           | 1x          | 2018                                           |

## Sponsoring
In 2012 bereikte hij met het Amerikaanse sportbedrijf Nike een sponsorovereenkomst. Hij verscheen in een advertentie voor de nieuwe Nike Green Speed II in november 2012 naast Mario Götze, Theo Walcott, Raheem Sterling, Christian Eriksen en Stephan El Shaarawy. In februari 2014 werd hij het gezicht van de productlijn Nivea Men voor cosmeticaproducent Nivea.

## Familie
Hazard heeft drie, eveneens voetballende, jongere broers, Thorgan, Kylian en Ethan. Ook zijn vader Thierry Hazard was vroeger profvoetballer.
Hazard trouwde in 2012 met zijn jeugdliefde Natacha Van Honacker, met wie hij sinds zijn veertiende samen is. Samen hebben ze vier kinderen. De namen van de kinderen zijn Yanis, Léo, Samy en Santi. Zijn oudste zoon Yanis werd vernoemd naar Yannis Salibur, zijn beste vriend bij Lille OSC.